# Clubul Diplomatic din București

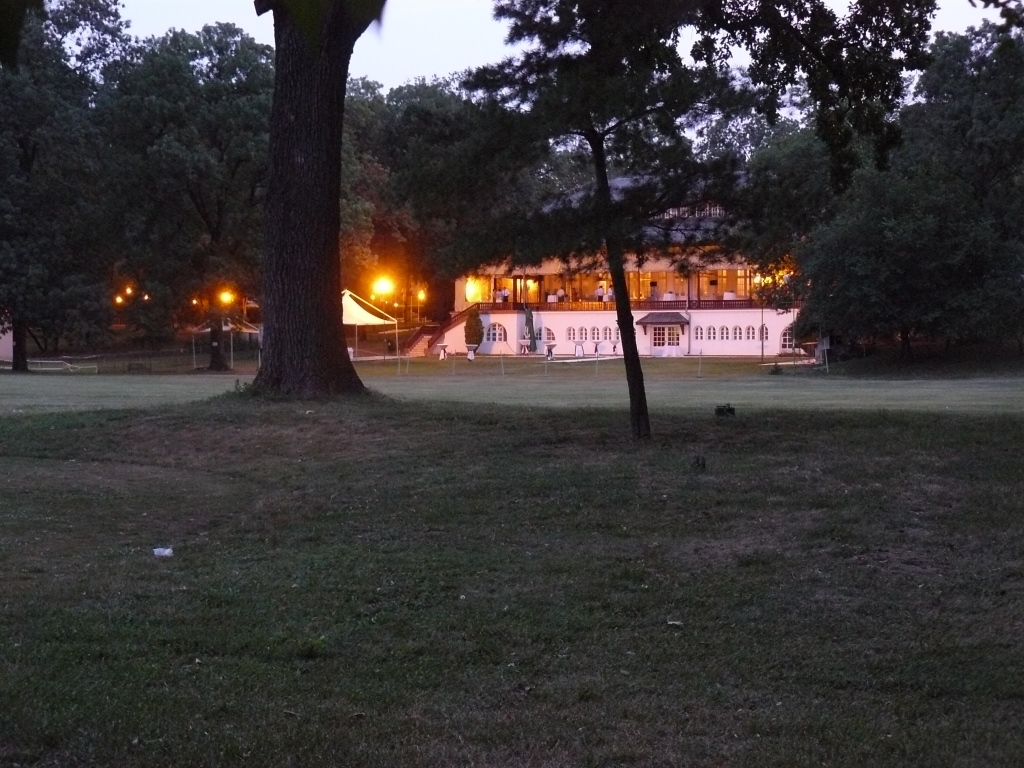

Clubul Diplomatic din București se află în incinta Parcului Regele Mihai I al României, a fost declarat monument istoric în clasa de importanță B și i-a fost atribuit codul LMI  B-II-m-B-18231, sub titulatura „Clubul Diplomaților”.

## Istoric
În 1922 s-a înființat în București „Cercul de sporturi Băneasa Country-club” cu 143 de persoane fizice și două persoane juridice, „Jockey-club” și „Automobil club”. Fiecare persoană fizică fondatoare a plătit o taxă de înscriere de 4.000 de lei și o cotizație anuală de 2.000 de lei. „Jockey-club” a venit cu un capital de 500.000 de lei, iar „Automobil club” cu 200.000 de lei.
În același an, Asociația „Cercul de sporturi Băneasa” a primit de la primărie un teren de 15 ha pentru a-și face „terenuri de golf, polo pe iarbă, tenis, înot, canotaj, manej de obstacole, tir de porumbei etc.” cu condiția să amenajeze restul „Parcului național” (actualul parc Regele Mihai I al României). Prin contract, se obliga să amenajeze peste 30 de hectare pe cheltuiala asociației, pentru care primea jumătate din suprafață în administrare. Printre membrii fondatori ai cercului de sporturi se aflau personalități ilustre ca: Alexandru Marghiloman, Prințul Ghica, Barbu Catargiu, Principele Barbu Știrbey, Negroponte etc.

## Situația prezentă
După 1990 a fost înființat un ONG intitulat Clublul Diplomaic București care s-a declarat a fi urmașul Asociației „Cercul de sporturi Băneasa”, organizația care a amenajat în perioada interbelică Parcul Herestrău.
În baza H.G. 1059 din 29 octombrie 1996, cu modificările și completările ulterioare, terenul proprietate publică a statului situat în municipiul București, sos. București-Ploiești nr. 2B, sector 1, a trecut în administrarea Ministerului Afacerilor Externe (MAE), cu afecțiune specială pentru desfășurarea activităților Clubului Diplomatic, iar predarea s-a făcut cu titlul gratuit.
În 1996, clădirea fostului Cerc de sporturi Băneasa, alături de o suprafață de 19 hectare din Parcul Herăstrău, au fost date de Ministerul Afacerilor Externe în folosință gratuită ONG-ului Clubul Diplomatic București. Printre membrii Consiliului Director al Clubului, înregistrați la Ministerul Justiției, acolo unde se află registrul organizațiilor non-guvernamentale, se numără: Teodor Baconschi, Sorin Oprescu, Robert Cazanciuc, Liviu Tudor și alții.
Pe cele 19 hectare, Clubul Diplomatic București are opt terenuri de tenis pe zgură, două piscine în aer liber, două restaurante (unul în Pavilionul central), teren de golf cu șase găuri, driving-range, mini-teren de fotbal.
În 2012, ONG-ul a închiriat clădirea și terenul, pe o perioadă de 8 ani, firmei Hotpoint Netwok, deținută pe rând de doi oameni de afaceri, Dragoș Dobrescu și Puiu Popoviciu.
Guvernul României a emis Hotărârea nr. 41/2013, prin care se recunoaște Asociația "Clubul Diplomatic București", persoană juridică română de drept privat, fără scop patrimonial, cu sediul în municipiul București, Șoseaua București-Ploiești nr. 2B, sectorul 1, ca fiind de utilitate publică.
În ianuarie 2017, consiliul general al Capitalei a aprobat propunerea ca Municipalitatea să ceară Guvernului României să îi dea în administrare Clubul Diplomatic din Herăstrău, cu o suprafață de 195.000 de metri pătrați, pentru ca acest complex să fie amenajat ca parc și să fie alipit Parcului Herăstrău.